# Massa Fiscaglia
Massa Fiscaglia es un municipio situado en el territorio de la Provincia de Ferrara, en Emilia-Romaña (Italia).

## Demografía
| Gráfica de evolución demográfica de Massa Fiscaglia entre 1861 y 2001 |
|                                                                       |
| Fuente ISTAT - elaboración gráfica de Wikipedia                       |